# República Checa en los Juegos Olímpicos de Sídney 2000
La República Checa estuvo representada en los Juegos Olímpicos de Sídney 2000 por un total de 76 deportistas que compitieron en 13 deportes.  
El portador de la bandera en la ceremonia de apertura fue el piragüista Martin Doktor.

## Medallistas
El equipo olímpico checo obtuvo las siguientes medallas:
| Nombre                  | Deporte               | Competición          |
| ----------------------- | --------------------- | -------------------- |
| Oro                     |                       |                      |
| Jan Železný             | Atletismo             | Jabalina M           |
| Štěpánka Hilgertová     | Piragüismo en eslalon | K1 F                 |
| Plata                   |                       |                      |
| Roman Šebrle            | Atletismo             | Decatlón M           |
| Rudolf Kraj             | Boxeo                 | Semipesado (81 kg) M |
| Petr Málek              | Tiro                  | Skeet M              |
| Bronce                  |                       |                      |
| Marek Jiras Tomáš Máder | Piragüismo en eslalon | C2 M                 |
| Martin Tenk             | Tiro                  | Pistola 50 m M       |
| Jan Řehula              | Triatlón              | Individual M         |